# Modellpark Berlin-Brandenburg
Koordinaten: 52° 28′ 3″ N, 13° 31′ 40″ O
Der Modellpark Berlin-Brandenburg ist ein Miniaturpark im Ortsteil Oberschöneweide des Berliner Bezirks Treptow-Köpenick. Er wurde ab dem Jahr 2000 aufgebaut, 2007 eröffnet und wird stetig weiterentwickelt. Er liegt auf dem Gelände des ehemaligen Ernst-Thälmann-Stadions im Volkspark Wuhlheide. Auf einer Fläche von drei Hektar befinden sich mehr als 80 detailgetreue Nachbildungen von Bauwerken aus der Region Berlin-Brandenburg im Maßstab 1:25.

## Idee und Auswahl der Modelle
Der Modellpark bietet den Besuchern einen Überblick über die wichtigsten Bauwerke der Region. Dabei soll er als „Reiseführer in 3D“ die Betrachter auffordern, die Originalstandorte der Bauten in Berlin und Umgebung zu besuchen. Er ist auch gut geeignet, sehbehinderten Menschen die Sehenswürdigkeiten haptisch näherzubringen.
Die von den Werkstätten auszuwählenden Gebäude-Vorbilder werden untereinander abgestimmt, sie sollen ein repräsentatives Bauwerk zeigen und dabei auch die Stilvielfalt berücksichtigen. Die Baumaterialien müssen wetterfest sein, es kommt also kein Karton oder Gips in Frage. So fertigen die Mitarbeiter fast immer einmalige handgeformte Teile. Fotos, Zeichnungen, Bau- und Konstruktionspläne dienen als Basis, wichtig ist jedoch häufig eine Vor-Ort-Besichtigung des Bauwerks.

## Geschichte und Ziele
Die Arbeitsagentur Mitte beauftragte im Jahr 2000 den freien Träger BUS (Bildung, Umschulung Soziales) gGmbH, einen Modellpark Berlin-Brandenburg aufzubauen. Die Vorgabe lautete, durch einen „qualitativ hochwertigen Modellbau Langzeitarbeitslosen die Möglichkeit einer sinnvollen Tätigkeit anzubieten“. Als Fläche stand das zerfallende frühere Ernst-Thälmann-Stadion zur Verfügung, das abgeräumt und in dem der Boden gereinigt werden musste. Dieser Teil der Wuhlheide liegt in einem ausgewiesenen Trinkwasserschutzgebiet, was stetige Naturschutzauflagen mit sich bringt.
Als erstes Modell bauten 36 Mitarbeiter der ABM in einer Werkstatt in der Brunnenstraße das AEG-Beamtentor in Gesundbrunnen. Anschließend schufen die Mitarbeiter das Innenmodell der Oberbaumbrücke sowie das Pergamonmuseum. Der Park wurde im Juni 2007 eröffnet.
Im Jahr 2011 waren insgesamt in fünf Werkstätten in Berlin je rund 25 Menschen mit dem Bau der Modelle beschäftigt. Die Arbeiter waren inzwischen 1-Euro-Jobber. Die Union Sozialer Einrichtungen (USE) gGmbH begann 2016 mit der Etablierung einer Arbeitsgruppe im Bereich Modellbau als Werkstatt für behinderte Menschen, um den Beschäftigten das Berufsbild des Modellbauers näherzubringen.
Bei der offiziellen Eröffnung des Parks konnten die Besucher die ersten 45 Architekturmodelle betrachten.
Der Modellpark ist zwischen April und Oktober jeden Jahres zwischen 10 und 18 Uhr (im Oktober bis 17 Uhr) geöffnet.

## Projektträger
Projektträger des Modellparks ist die Union Sozialer Einrichtungen gGmbH (USE), die seit längerem entsprechende Werkstätten betreibt. Sie ist auch Träger von Integrationsfachdiensten sowie anerkannter Träger der Jugendhilfe und Ausbildungsbetrieb. Fünf Berliner Jobcenter fördern weiterhin die Arbeit, dazu unterstützt die Senatsverwaltung für Wirtschaft, Arbeit und Frauen über die Service-Gesellschaft zukunft im zentrum und die Firma Dr. Lausch GmbH & Co. KG das Projekt (Stand: Oktober 2023).

## Sonstiges
Auf dem Gelände befinden sich neben den inzwischen mehr als 80 Modellen (Stand: Ende 2022) eine Schauwerkstatt, ein Spielplatz, ein Tast- und Kräutergarten sowie ein Aussichtspunkt. Die zu den Bauwerken gehörenden Gartenanlagen werden mitgestaltet. Dabei sind auch der Müggelsee und der Wannsee nachgebildet worden.
Die Verkehrsanbindung ist verbesserungsbedürftig: Die Straßenbahnhaltestelle Hegemeisterweg an der Treskowallee ist etwa 800 m entfernt, Parkplätze für Gäste mit Auto oder Busparkplätze gibt es nicht.

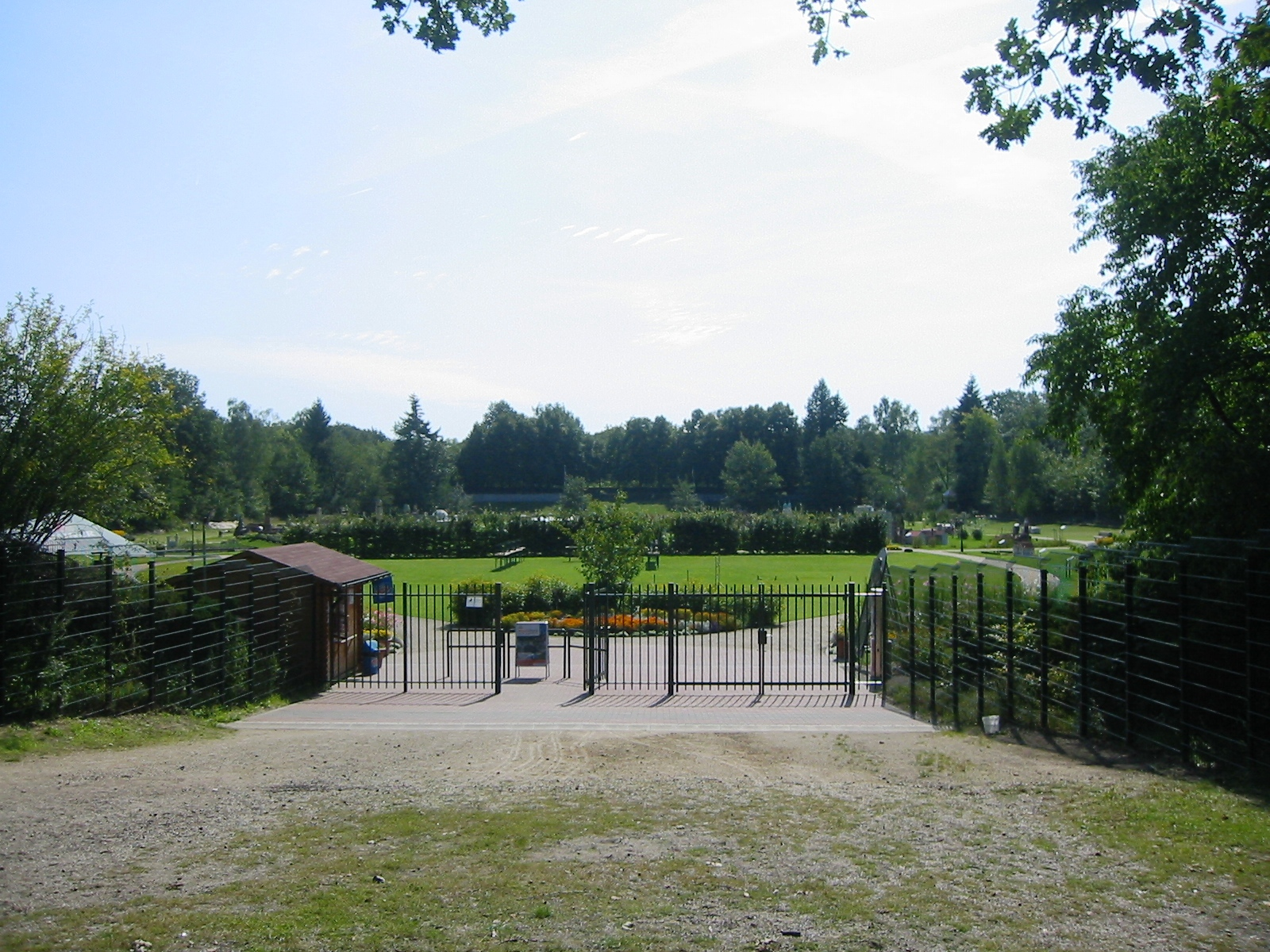
Eingang zum Miniaturpark
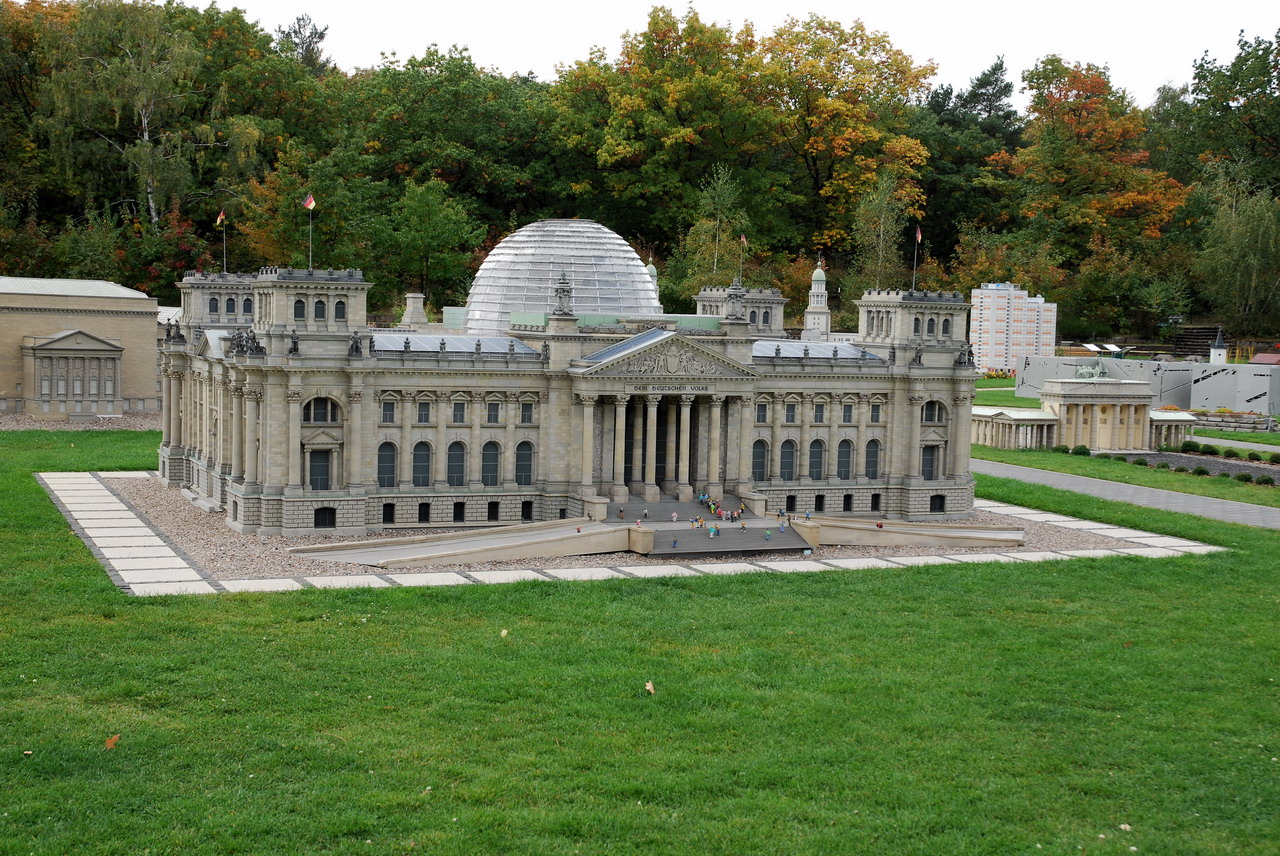
Reichstagsgebäude im Modellpark
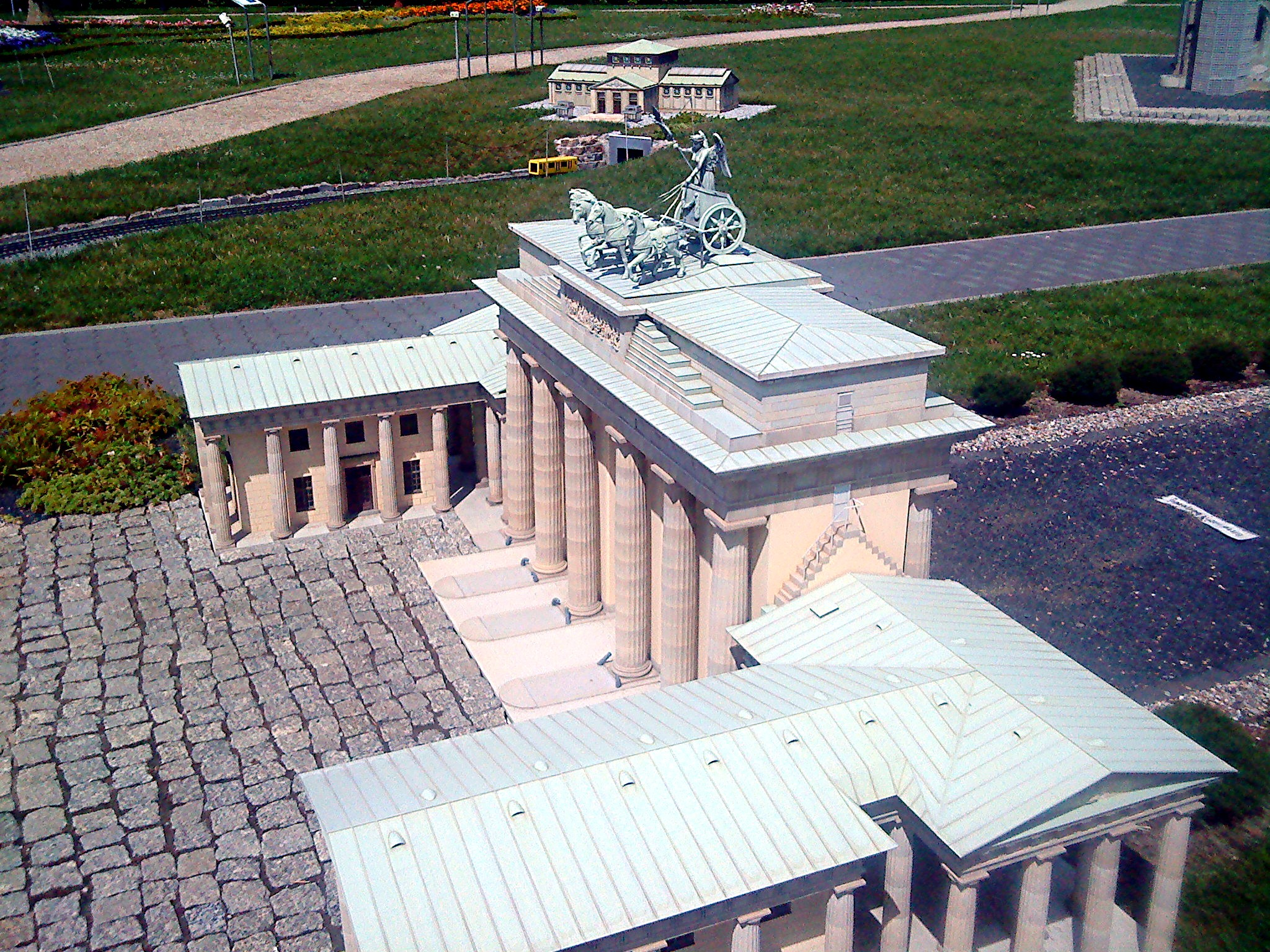
Brandenburger Tor im Modellpark
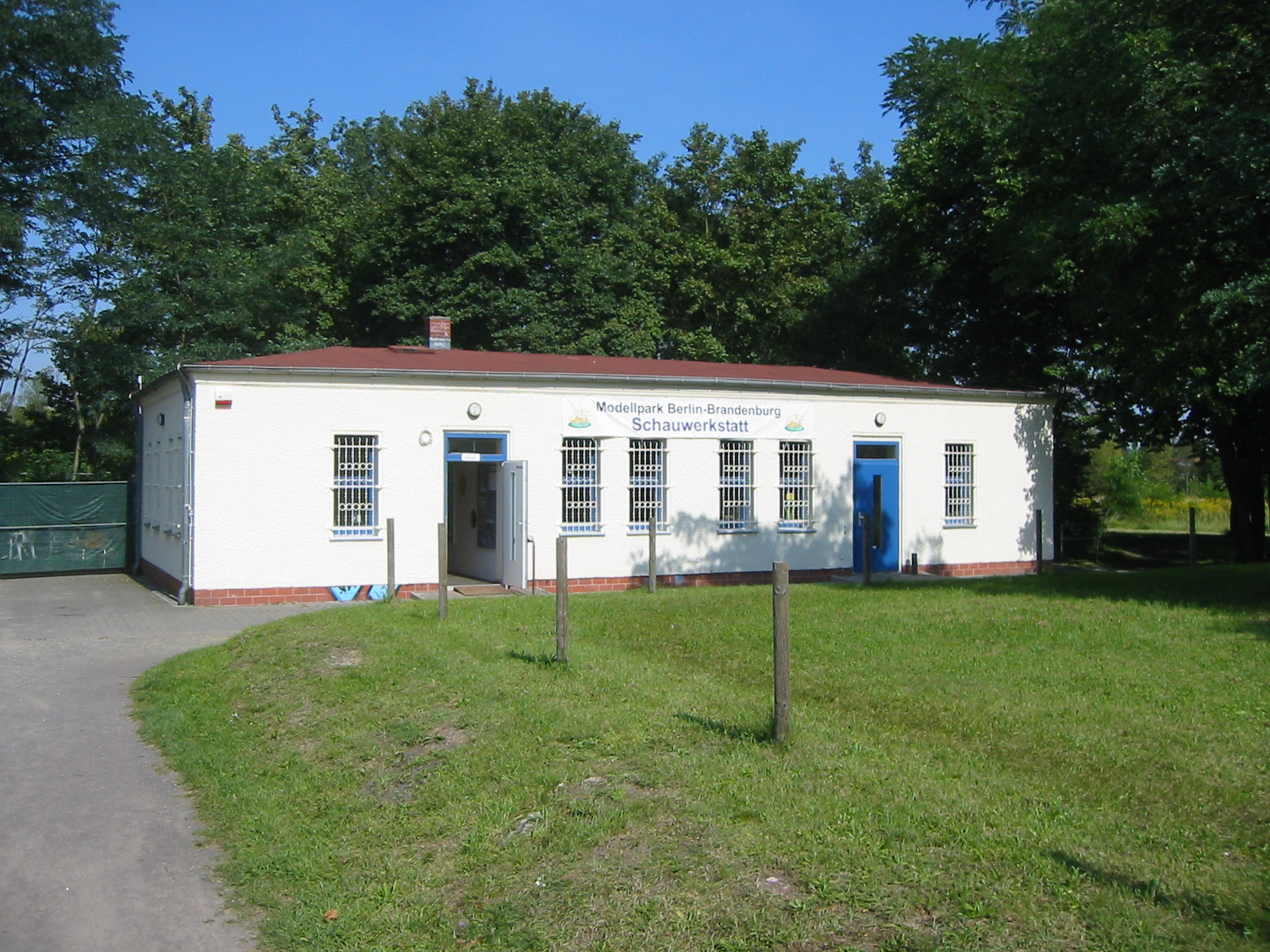
Schauwerkstatt des Parks

## Modelle
Ein Rundweg symbolisiert die Stadtgrenzen Berlins, außerhalb dieses Ringes befinden sich die Modelle Brandenburger Bauwerke. In der Nähe eines jeden Modells stehen zweisprachige Informationstafeln (deutsch/englisch) mit Kurzangaben zu dem Bauwerk und Details zu den angefertigten Modellen.
Im Folgenden sind die Modelle getrennt nach den beiden Bundesländern aufgeführt und alphabetisch geordnet (Stand: April 2022).

### Berlin
- Archenhold-Sternwarte (2023 im Bau)
- Borsigturm und Borsigtor
- Brandenburger Tor
- Britzer Mühle
- Deutsch-Französisches Volksfest
- Dorfkate Falkenberg
- Dorfkirche Marienfelde
- Dorfkirche Marzahn im Verbund mit Alt-Marzahn
- Dorfkirche Stralau
- Erlöserkirche[5]
- Frankfurter Tor im Komplex mit der Karl-Marx-Allee
- Gatower Mühle
- Grunewaldturm
- HiFlyer
- Humboldt-Bibliothek
- Johannesstift Spandau
- Jüdisches Museum
- Kaiser-Wilhelm-Gedächtniskirche
- Karl-Marx-Allee, Abschnitt vom Frankfurter Tor westwärtsbr />Bei diesem Modellkomplex wurde der Maßstab 1:25 nicht eingehalten, die Türme überragen damit tw. die übrigen Berliner Turmbauten
- Kiezspinne Lichtenberg, modernes Kulturhaus
- Kommandantenhaus
- Mies-van-der-Rohe-Haus
- Museum im Wasserwerk Friedrichshagen
- Museum Kesselhaus in Berlin-Lichtenberg
- Nachbarschaftshaus Kiezspinne Lichtenberg
- Neue Wache
- Niedrigenergiehaus HOWOGE
- Parkeisenbahn Wuhlheide mit Bahnhöfen
- Pergamonmuseum
- Rathaus Köpenick
- Rathaus Lichtenberg
- Rathaus Schöneberg
- Rathaus Spandau
- Reichstagsgebäude
- Schloss Biesdorf
- Schloss Friedrichsfelde
- Schloss Köpenick mit Schlossinsel
- Schloss Pfaueninsel
- Sechserbrücke
- Siegessäule mit dem Rondell vom Großen Stern
- St.-Nikolai-Kirche Spandau
- Stadtkirche (Laurentius-)Köpenick
- Alt-Marzahn mit Kirche, Gasthaus, eh. Schule[5]
- U-Bahnhof Wittenbergplatz
- Waldbühne (Frühjahr 2024 im Umbau)
- Zeiss-Großplanetarium (Planetarium)
- Zitadelle Spandau

Die Glienicker Brücke befindet sich zwischen Berlin und Brandenburg und verbindet die beiden Ausstellungsflächen.

### Brandenburg
- Alexandrowka
- Alte Bischofsburg Wittstock
- Bismarckturm Pritzwalk
- Burg Rabenstein
- Dorfkirche Fretzdorf
- Dorfkirche Christdorf
- Fachwerkhaus Kyritz
- Fachwerkkirche Kreuzburg
- Fortunaportal Potsdam
- Gröper Tor Wittstock
- Kirche und Mühle Bredereiche
- Kleist-Museum Frankfurt/Oder
- Landkreis Oberhavel: mit Zehdenick und Dannenberg
- Landkreis Oberhavel: Fürstenberg und Bredereiche
- Kloster Neuzelle
- St. Marien Neuruppin
- Rathaus Kyritz
- Rathaus Wittstock
- Schinkelkirche Glienicke
- Schleuse Kleinmachnow
- Schloss Königs Wusterhausen
- Schloss Oranienburg
- Schloss Reichenow
- Schloss Rheinsberg
- Schloss Sanssouci
- Spreewalddorf Lehde, typisiert[5]
- Staatstheater Cottbus
- Stadtkirche Fürstenberg
- Steintorturm Brandenburg
- Uhrenturm Wittenberge
- Wehrkirche und Schloss Kampehl
- Zisterzienserkloster Heiligengrabe